# Oncocnemis potanini
Oncocnemis potanini là một loài bướm đêm trong họ Noctuidae.